# Santiago dei Mari
Santiago dei Mari (Santiago of the Seas) è una serie televisiva animata CGI americana creata da Niki Lopez, Leslie Valdes e Valerie Walsh Valdes che è stata presentata in anteprima su Nickelodeon il 9 ottobre 2020. Il 18 febbraio 2021, la serie è stata rinnovata per una seconda stagione, che è stata presentata in anteprima il 7 gennaio 2022. In Italia la serie viene mandata in onda su Nick Jr. dal 15 febbraio 2021 e in chiaro su Cartoonito.

## Trama
Santiago Montes è un pirata di 8 anni, coraggioso e di buon cuore. Insieme alla sua ciurma, vive in un fantastico mondo caraibico e va alla ricerca di tesori nascosti. Lo show è pieno di riferimenti alla cultura latino-americana e fa un ampio uso della lingua spagnola.

## Personaggi e doppiatori
| Personaggio  | Doppiatore inglese                                      | Doppiatore italiano   |
| ------------ | ------------------------------------------------------- | --------------------- |
| Santiago     | Kevin Chacon (stagione 1) Valentino Cortes (stagione 2) | Marcello Gobbi        |
| Lorelai      | Alyssa Cheatham                                         | Veronica Cuscusa      |
| Tomas        | Justice Quiroz                                          | Valentina Pallavicino |
| Enrique      | Hunter Jones                                            | Elisa Giorgio         |
| Bonnie       | Kyndra Sanchez                                          | Federica Simonelli    |
| Buttescotch  | John Leguizamo (stagione 1) Eric Lopez (stagione 2)     | Mattia Bressan        |
| Mami         | Leila Colom                                             | Ilaria Egitto         |
| Abuelo       | Leslie Valdes                                           | Marco Pagani          |
| Tina         |                                                         | Giada Bonanomi        |
| Escarlata    |                                                         | Jolanda Granato       |
| Barbarito    |                                                         | Fabrizio Valezano     |
| Vicente      |                                                         | Mosé Singh            |
| Babbo Natale | Alfred Molina                                           | Marco Balzarotti      |